# زنبور درودگر گرمسیری
زنبور درودگر گرمسیری (نام علمی: Xylocopa latipes) نام یک گونه از سرده زنبور درودگر است.